# Hebbagodi
Hebbagodi is een census town in het district Bangalore Urban van de Indiase staat Karnataka. 

## Demografie
Volgens de Indiase volkstelling van 2001 wonen er 12395 mensen in Hebbagodi, waarvan 60% mannelijk en 40% vrouwelijk is. De plaats heeft een alfabetiseringsgraad van 78%. 